# Ibsek
| M17 | b | S · k | N25 | N23 |

| M17 | b | S · k | N25 | N23 |

Ibsek (görögül Παχώρας, Pakhórasz, Pakharasz, nobadiai korban , azaz Pharasz, vagy Para később arabul Farasz) ókori egyiptomi település. Núbiában, a mai Szudán területén Kusztul és Aksa között félúton helyezkedik el, a Nílus második zuhataga közelében, a Buhen és Abu Szimbel közti sűrű településhálózat egyikeként. Nevezetessége az ibseki Hathor-templom.
Az óegyiptomi korban Alsó-Núbiához tartozott, amely térség hagyományosan jó kapcsolatokat ápolt Egyiptommal. Felső-Egyiptom és Alsó-Núbia népességeinek kultúrája keveredett, a jellegzetességek cserélődtek, és a Középbirodalom idejére már nem lehetett megkülönböztetni az egyiptomit a núbiaitól.

## Története
A településen már az A csoport temetője is ismert, majd a C csoporté is. Folyamatosan lakott volt tehát az i. e. 4. évezred második felétől kezdve több mint ötezer éven át. Valószínűleg fontos település volt az egyiptomi dinasztikus korszakokban is, mivel Hui kúsi alkirály templomát Tutanhamon idejéből, a XVIII. dinasztia Hathor-kápolnáját és Szetau kúsi alkirály fülkéjét is megtalálták itt. Valószínűleg az Abu Szimbel-i templomkomplexum egyik kultuszhelyeként funkcionált. A meroitikus városfal Buhenből ideszállított, XVIII. dinasztia korából származó másodlagosan felhasznált kőtömbökből épült.
A település a keresztény időszakban Nobadia fővárosa lett, legkésőbb Silko (450 körül) uralkodása alatt. Talán rövid elnéptelenedési periódus is feltehető, amit a név megváltozása jelez. Makuria és Nobadia egyesülése után püspöki székhely maradt, valamint az állam északi részét (a korábbi Nobadiát magában foglaló) eparkhia eparkhosza is itt tartotta a székhelyét.

## Feltárása
1908-tól 1912-ig az oxfordi egyetem ásatott a területen, leginkább az óegyiptomi emlékekre koncentráltak, és az arab citadella alatti dombot nem bolygatták meg. Az óegyiptomi Ibsek városfalának két bejárata volt, ezeket még 1920-ban tárta fel Francis Llewellyn Griffith. Az egyiket nyugati kapunak, a keletit viszont folyókapunak nevezték el. A falakat a Ramesszida korban faragott homokkő tömbökből rakták.
Kazimierz Michałowski expedíciója keresztény rétegek feltárása előtt 165 darab faragott kőtömböt talált, amelyek festményei és feliratai alapján egy III. Thotmesz-korabeli templomhoz tartoztak. De magát a templomot nem találták meg, sőt azt sem sikerült kideríteni, hogy a templom egyáltalán itt állt-e, vagy ezek a kövek is másodlagos felhasználásra vártak egy itt létesített lerakatban, esetleg egy megépítendő, de soha be nem fejezett templomhoz halmozták fel.

## Galéria

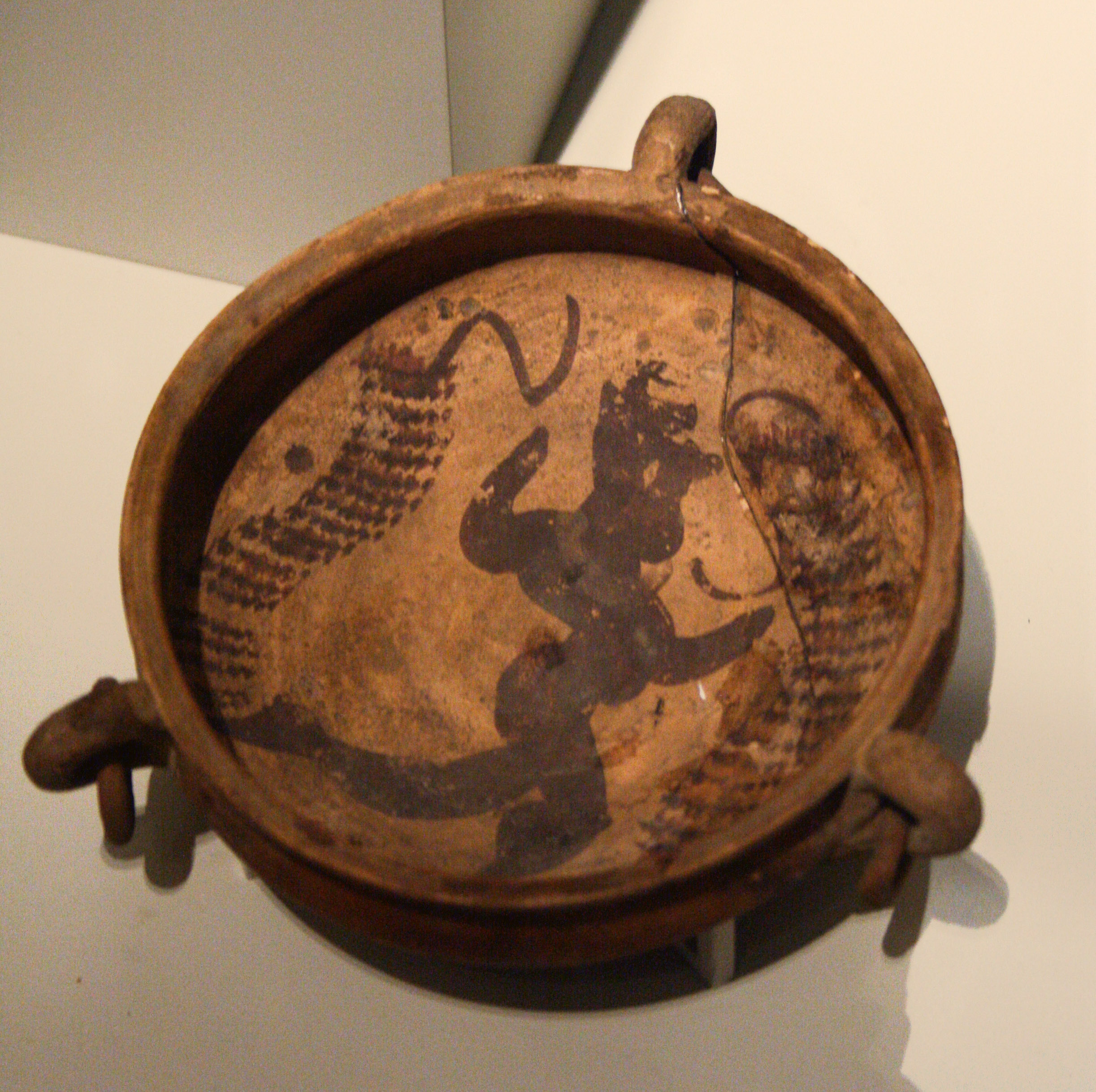
Meroitikus tál
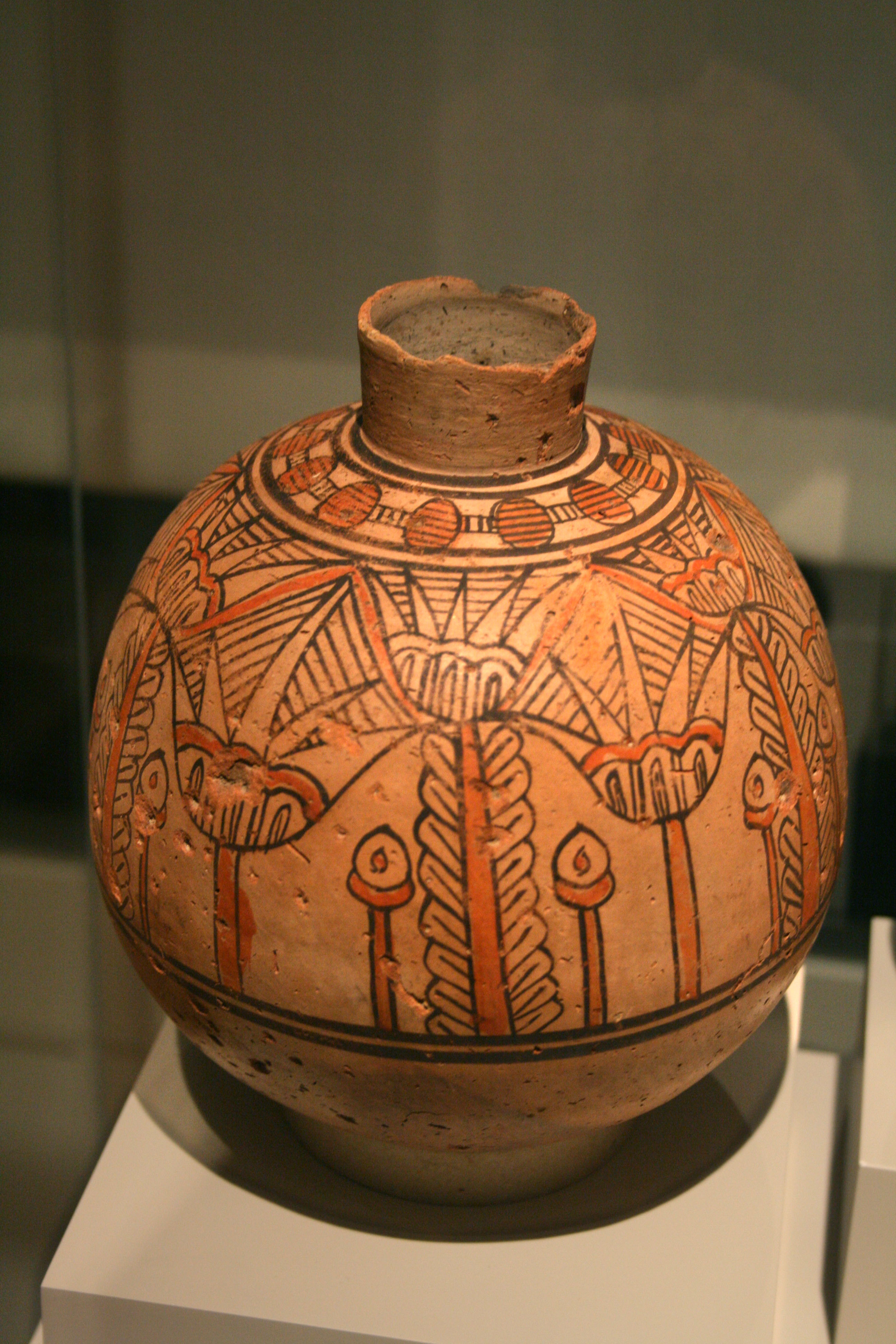
Meroitikus korsó
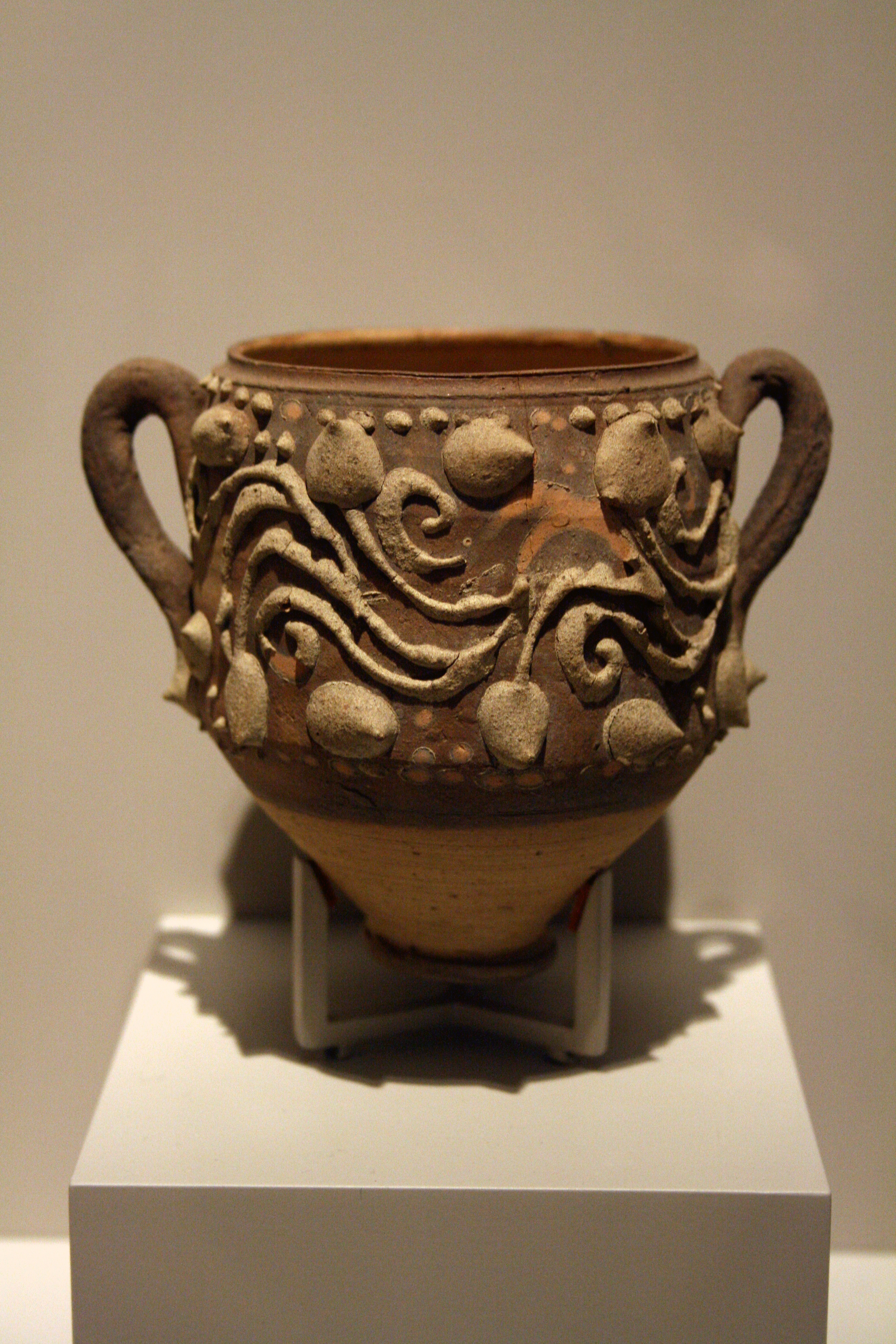
Meroitikus csésze
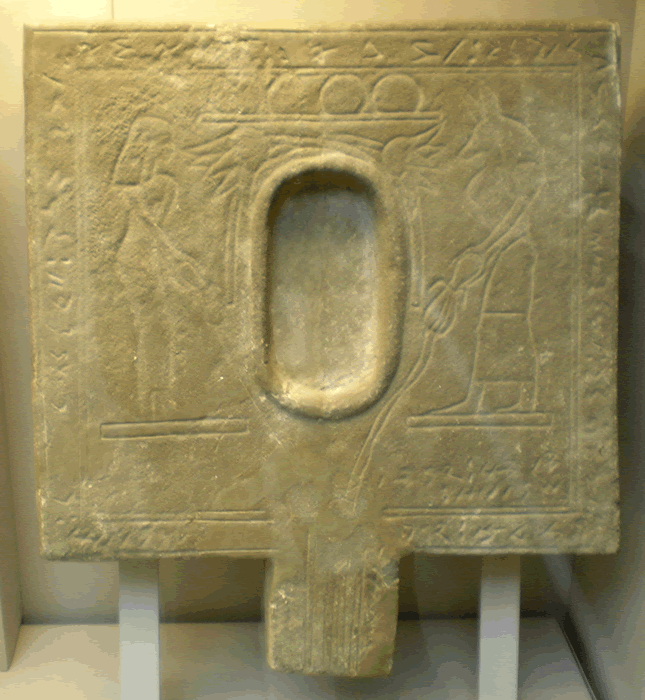
Ibseki kőtábla